# Bid
Bid (інколи українською бід) — ціна попиту, найвища ціна, за якою хто-небудь бажає купити дану акцію, опціон, ф'ючерс, валюту. Фактично — це існуюча ціна, за якою інвестор може продати свої активи.

## Війна на торгах
Кажуть, що тендерна війна відбувається тоді, коли велика кількість конкуруючих заявок швидко розміщується послідовно двома або більше суб'єктами, особливо коли ціна, що сплачується, значно перевищує ціну запиту, або перевищує першу ставку у випадку несанкціонованого торгу.
Іншими словами, тендерна війна — це ситуація, коли два або більше покупців настільки зацікавлені в об'єкті (наприклад, будинку або бізнесі), що вони роблять все більш високі пропозиції, намагаючись перебити ставку інших і отримати право власності на цей об'єкт.
У сфері нерухомості потенційний покупець може збільшити свою ставку кількома різними способами. Серед найпоширеніших способів підвищення ставки: запропонувати вищу ціну, зменшити кількість непередбачуваних обставин, заплатити готівкою або навіть написати листа з апеляцією до продавця. Доведено, що всі ці стратегії підвищують шанси покупця на перемогу в конкурентній боротьбі.